# Districtul Phrom Buri
Phrom Buri (în thailandeză พรหมบุรี) este un district (Amphoe) din provincia Singburi, Thailanda, cu o populație de 24.306 locuitori și o suprafață de 82,5 km².

## Componență
Districtul este subdivizat în 7 subdistricte (tambon), care sunt subdivizate în 42 de sate (muban).
| Nr. | Nume           | În thailandeză | Locuitori |
| --- | -------------- | -------------- | --------- |
| 1.  | Phra Ngam      | พระงาม         | 3,902     |
| 2.  | Phrom Buri     | พรหมบุรี         | 3,170     |
| 3.  | Bang Nam Chiao | บางน้ำเชี่ยว      | 3,647     |
| 4.  | Ban Mo         | บ้านหม้อ         | 6,250     |
| 5.  | Ban Paeng      | บ้านแป้ง         | 2,369     |
| 6.  | Hua Pa         | หัวป่า           | 1,477     |
| 7.  | Rong Chang     | โรงช้าง         | 3,491     |